# Signalhund

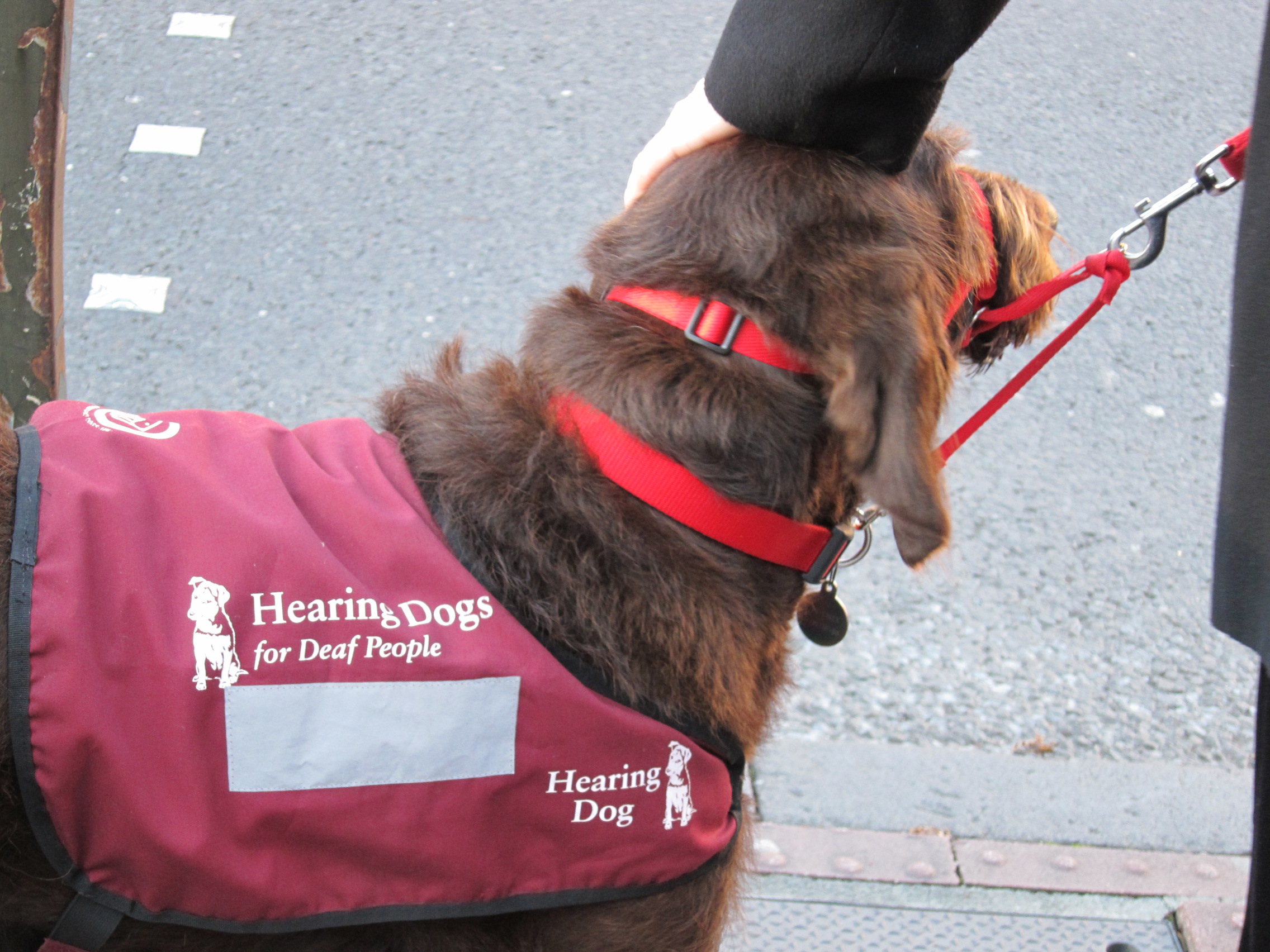
Signalhundens uppgift är att markera för vissa ljud.

Signalhunden är en hund som hjälper sin döva/hörselskadade ägare i vardagliga situationer. Det kan till exempel vara att markera att dörrklockan eller telefonen ringer, brandlarmet tjuter, väckarklockan ringer, eller att någon ropar förarens namn. 
Enligt Hjälpmedelsinstitutet finns det 2010 fjorton signalhundar i Sverige som är färdigutbildade eller under utbildning.